# Академия драматического искусства (Загреб)
За́гребская акаде́мия драмати́ческого иску́сства (хорв. Akademija dramske umjetnosti u Zagrebu; аббревиатура — ADU) — академия театрального искусства в столице Хорватии городе Загребе. Является главным вузом этой специализации в стране, входит в состав Загребского университета.

## История вуза
Парламент Хорватии в 1861 году принял постановление «О театре Триединого Королевства Югославии» (O kazalištu jugoslavenskom trojedne kraljevine), вслед за чем театральному мастерству начали обучать специальные оплачиваемые учителя.
Первое актерское училище в Загребе (и Хорватии) открылось 35 лет спустя — в 1896 году по инициативе директора загребского театра доктора Стьепана Милетича. Среди многих проектов по реформированию национального театра в период директорства Милетича (1894—1898) было и создание хорватской драматической школы, которая работала в сотрудничестве с Музыкальным институтом. Таким образом, именно 1896 год считается официальной датой создания нынешней Академии. Эта драматическая школа впоследствии неоднократно меняла своё название, прежде чем назваться «Академией драматического искусства».
День вуза ежегодно отмечается 3 мая — в память о событиях этого дня в 1995 году, когда во время Войны в Хорватии здание академии пострадало от ракетного обстрела. Были ранены двое сотрудников и четверо студентов, один из которых — Лука Скрачич, студент первого курса кино- и телережиссуры, скончался от ран.
Вуз на протяжении своей истории (с 1896 года), более 8 десятилетий, оставался независимым учебным заведением, пока в 1979 году не вошел в состав Университета Загреба.

## Структура
По состоянию на 2010 год Загребская академия драматического искусства имела 7 отделений:
- драматургии;
- кино- и телережиссуры;
- театральной режиссуры;
- монтажа;
- продюсирование;
- кинематографии;
- актерского искусства.

## Ректоры и деканы
В период 1950—1979 годов глава Академии назывался «ректором» (Rektor), поскольку сам вуз был независимым учебным учреждением, с 1979 года — называется «деканом» (Dekan).
| - 1950—1954 — Josip Škavić - 1954—1962 — Бранко Гавелла - 1962—1970 — Kosta Spaić - 1970—1972 — Братолюб Клаич - 1972—1976 — Izet Hajdarhodžić - 1976—1980 — Vladan Švacov - 1980—1982 — Nikola Batušić - 1982—1984 — Tomislav Radić - 1984—1986 — Joško Juvančić - 1986—1988 — Nikola Batušić | - 1988—1992 — Enes Midžić - 1992 — Vlatko Pavletić - 1992—1996 — Enes Midžić - 1996—2000 — Maja Rodica Virag - 2000—2004 — Vjeran Zuppa - 2004—2008 — Branko Ivanda - 2008—2012 — Enes Midžić |  |